# Liste der Botschafter der Vereinigten Staaten in Uganda

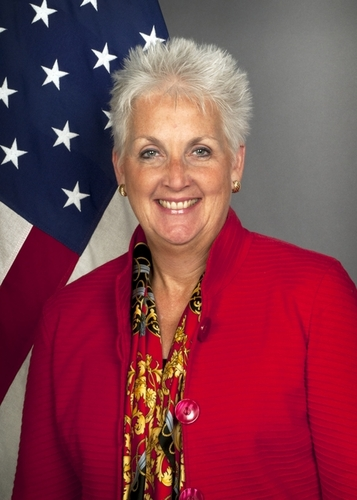
Deborah R. Malac, ehemalige US-Botschafterin in Uganda

Die Liste der Botschafter der Vereinigten Staaten in Uganda bietet einen Überblick über die Leiter der US-amerikanischen diplomatischen Vertretung in Uganda seit der Aufnahme diplomatischer Beziehungen bis heute.
Vom 10. November 1973 bis zum 19. August 1979 war kein Botschafter der Vereinigten Staaten bei der Regierung von Uganda akkreditiert.
| Ernennung Akkreditierung | Name                        | Bemerkungen                                                                  | ernannt von       | akkreditiert bei der Regierung | Posten verlassen   |
| ------------------------ | --------------------------- | ---------------------------------------------------------------------------- | ----------------- | ------------------------------ | ------------------ |
| 1963                     | Olcott Hawthorne Deming     |                                                                              | Lyndon B. Johnson | Edward Mutesa                  | 1965               |
| 1966                     | Henry Endicott Stebbins     |                                                                              | Lyndon B. Johnson | Milton Obote                   |                    |
| Mai 1970                 | Clarence Clyde Ferguson Jr. |                                                                              | Richard Nixon     | Milton Obote                   | 1972               |
| 1972                     | Thomas Patrick Melady       |                                                                              | Richard Nixon     | Idi Amin                       | 1973               |
| 1979                     | David Crane Halstead        | eröffnete die Botschaft am 18. Juni 1979 in Kampala als Geschäftsträger neu. | Jimmy Carter      | Godfrey Binaisa                |                    |
| 1980                     | Gordon Robert Beyer         |                                                                              | Jimmy Carter      | Präsidialkommission von Uganda | 1983               |
| 1983                     | Allen Clayton Davis         |                                                                              | Ronald Reagan     | Milton Obote                   | 1985               |
| 22. August 1985          | Robert G. Houdek            |                                                                              | Ronald Reagan     | Tito Okello                    |                    |
| 1988                     | John Andrew Burroughs Jr.   |                                                                              | Ronald Reagan     | Yoweri Museveni                | 1991               |
| 1991                     | Johnnie Carson              |                                                                              | George Bush       | Yoweri Museveni                | 1994               |
| 1994                     | E. Michael Southwick        |                                                                              | Bill Clinton      | Yoweri Museveni                | 1997               |
| 1997                     | Nancy Jo Powell             |                                                                              | Bill Clinton      | Yoweri Museveni                | 1999               |
| 1999                     | Martin George Brennan       |                                                                              | Bill Clinton      | Yoweri Museveni                | 5. Juli 2002       |
| 2002                     | Jimmy James Kolker          |                                                                              | George W. Bush    | Yoweri Museveni                | 30. September 2005 |
| 2005                     | Steven Alan Browning        |                                                                              | George W. Bush    | Yoweri Museveni                | 2009               |
| 19. Juni 2009            | Jerry P. Lanier             |                                                                              | Barack Obama      | Yoweri Museveni                | 30. Juni 2012      |
| 18. Juli 2012            | Scott H. DeLisi             |                                                                              | Barack Obama      | Yoweri Museveni                | 2015               |
| 2015                     | Deborah R. Malac            |                                                                              | Barack Obama      | Yoweri Museveni                |                    |
| 2020                     | Natalie E. Brown            |                                                                              | Donald Trump      | Yoweri Museveni                |                    |